# Aryepiglottische Falte

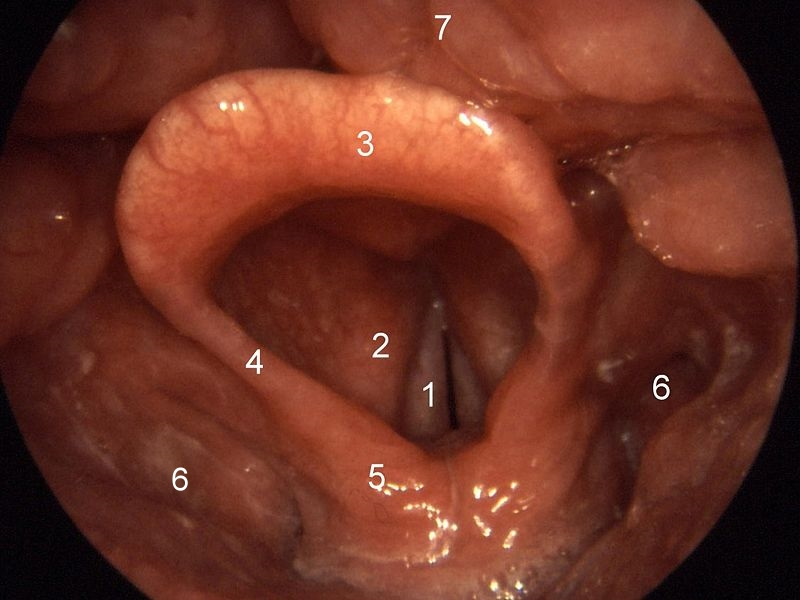
Plica aryepiglottica (4)

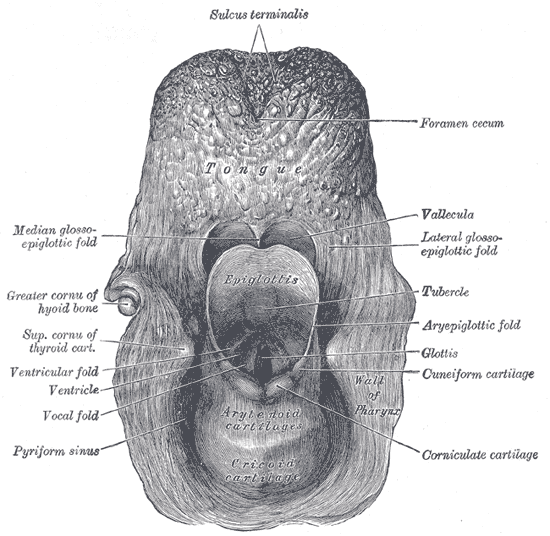
Die Lage der aryepiglottischen Falte im Rachen

Die aryepiglottische Falte (lat. Plica aryepiglottica) ist eine Schleimhautfalte im Rachen (Pharynx). Sie ist ein anatomischer Unterbezirk des Hypopharynx und reicht auf beiden Seiten vom Kehldeckel zum Stellknorpel (Cartilago  arytaenoides). Sie bildet den seitlichen Rand des Kehlkopfeingangs (Aditus laryngis).
Auf den aryepiglottischen Falten befinden sich zwei kleine Erhebungen: Das Tuberculum cuneiforme und das Tuberculum corniculatum.
Die aryepiglottischen Falten werden bei den Kehlgesangsuntertönen im Untertongesang zusammen mit den Stimmbändern in Schwingungen versetzt.